# 成田市立久住第一小学校
成田市立久住第一小学校（なりたしりつ くずみだいいちしょうがっこう）は、千葉県成田市 久住中央三丁目にあった公立小学校。

## 概要
北総台地と谷津田で構成された田園・里山を持つとともに、久住駅前地区の開発・宅地の造成が完了し、駅前地区住民の増加により、低学年を中心に少しずつ増えている。

## 沿革
- 1873年（明治6年） - 創立。
- 2011年（平成22年） - 久住第一小学校は久住第二小学校と統合し、新しく久住小学校となる。

## 学区
現在は久住小学校の学区
成毛、大生、幡谷、飯岡、荒海、磯部、水掛、新泉、久住中央1丁目、久住中央2丁目、久住中央3丁目、久住中央4丁目

## 進学
- 成田市立久住中学校